# Ton Ribberink
Antonius Emmanuel Maria (Ton) Ribberink (Amersfoort, 13 december 1927 - Voorburg, 31 januari 2013) was Nederlands algemene rijksarchivaris in de periode 1968-1988.

## Loopbaan
Mr. A.E.M. Ribberink was zoon van een Amersfoorts onderwijzer. Na een afgebroken studie psychologie trad hij in 1949 in dienst van het toenmalige Algemeen Rijksarchief (nu: Nationaal Archief). Na het behalen van een archiefdiploma in 1950 studeerde hij rechten. Na voltooiing van die laatste studie kon hij in 1959 worden aangesteld als 'archiefambtenaar eerste klasse'. In 1960 werd hij hoofd van de zogenaamde 'Tweede Afdeling' die de centrale regeringsarchieven vanaf 1795 beheerde. In 1968 trok de Algemeen Rijksarchivaris (ARA) mr. J.L. van der Gouw zich terug uit zijn functie na een conflict met het ministerie waarna Ribberink hem opvolgde. De functie van rijksarchivaris wordt beschouwd als de hoogste archieffunctie die er in Nederland bestaat. Ribberink bleef in functie tot in 1988.
Ribberinks belangrijkste betekenis als archivaris schuilt in zijn opkomen voor de openbaarheid van archieven en de verhuizing in 1980 van het oude archiefgebouw aan het Haagse Bleyenburg naar het complex bij het Haagse Centraal Station.

## Onderscheidingen
- Ridder in de Orde van de Nederlandse Leeuw
- Officier in de Orde van Oranje-Nassau